# Gare de Grand-Mère
La  gare de Grand-Mère est une gare ferroviaire. Elle est située 8e rue sud, à Grand-Mère dans la ville de Shawinigan, province de Québec au Canada.
Elle est desservie par les trains Montreal–Jonquière (en) et Montreal–Senneterre de Via Rail Canada.